# Novohrodivka
Novohrodivka (in ucraino Новогродівка?, in russo Новогродовка?, Novogrodovka) è una città dell'Ucraina orientale sita nel distretto di Pokrovs'k, nell'oblast' di Donec'k. Ospita l'amministrazione della comunità territoriale di Novohrodivka, una delle comunità territoriali dell'Ucraina. Nel 2024 aveva una popolazione di 1 500 abitanti.
Fino al 18 luglio 2020 Novohrodivka era classificata come città di rilevanza regionale, costituiva un comune autonomo e non apparteneva a nessun distretto. Nell'ambito della riforma amministrativa dell'Ucraina, che ha ridotto a otto il numero dei distretti dell'oblast' di Donec'k, la città è entrata a far parte del distretto di Pokrovs'k..
È un centro minerario. 
L'8 settembre 2024 è stata occupata dall'esercito russo nel corso della guerra tra Russia e Ucraina.

## Storia
Durante la guerra su larga scala tra Russia e Ucraina iniziata con l'invasione del febbraio 2022, la città, rimasta in possesso dell'esercito ucraino dopo l'insurrezione separatista del 2014, è stata coinvolta nella lunga e sanguinosa campagna nel Donbass. Nell'estate 2024 l'esercito russo è riuscito ad avanzare in direzione di Pokrovs'k ed ha attaccato e conquistato dopo una breve battaglia Novohrodivka; il ministero della difesa russo ha confermato ufficialmente l'8 settembre 2024, la conquista della città.